# Jolijn van de Wouw
Johanna Helène Adriana Maria (Jolijn) van de Wouw (Den Bosch, 10 september 1942 – Amsterdam, 18 november 2001) was een Nederlands grafisch ontwerpster. Ze was van 1968 tot 1988 werkzaam voor ontwerpbureau Total Design waar ze nauw samenwerkte met Wim Crouwel. Van de Wouw werd bekend door haar ontwerp voor de telefoongids in 1977 die ze maakte in samenwerking met Crouwel. Daarnaast maakte ze vele ontwerpen voor diverse culturele instellingen waaronder het Amsterdams Historisch Museum en Stedelijk Museum Amsterdam.

## Jeugd en opleiding
Van de Wouw werd geboren op 10 september 1942 in Den Bosch. Ze was de jongste in een gezin met drie kinderen. Haar vader was antiquair Marinus Hubertus Cornelis van de Wouw (1894-1947) en haar moeder was Josephine Adriana Maria Antonia van Beek (1910-1996). Toen haar vader in 1947 overleed was Van de Wouw net geen vijf jaar oud. Na het overlijden van haar vader hertrouwde haar moeder.
Van de Wouw ging in 1959 naar het Koninklijke Academie voor Kunst en Vormgeving in Den Bosch, de huidige Akademie voor Kunst en Vormgeving St. Joost. Ze studeerde in 1964 af. Na haar afstuderen verhuisde Van de Wouw naar Amsterdam. Daar ging ze aan het werk als grafisch ontwerpster voor reclamebureau Prad. Na een jaar voor Prad gewerkt te hebben, stapte ze over naar Studio Eckhardt waar ze drie jaar voor werkte. Ze onderwierp in deze tijd onder meer advertenties en verpakkingen waaronder voor Lucas Bols, een biljet voor de Stoomvaartmaatschappij Zeeland en maakte ze plakproeven voor de Nederlandse Boekenclub.
Het werk van Van de Wouw wordt omschreven als strak, eenvoudig, met oog voor detail, rustig en functioneel.

## Total Design

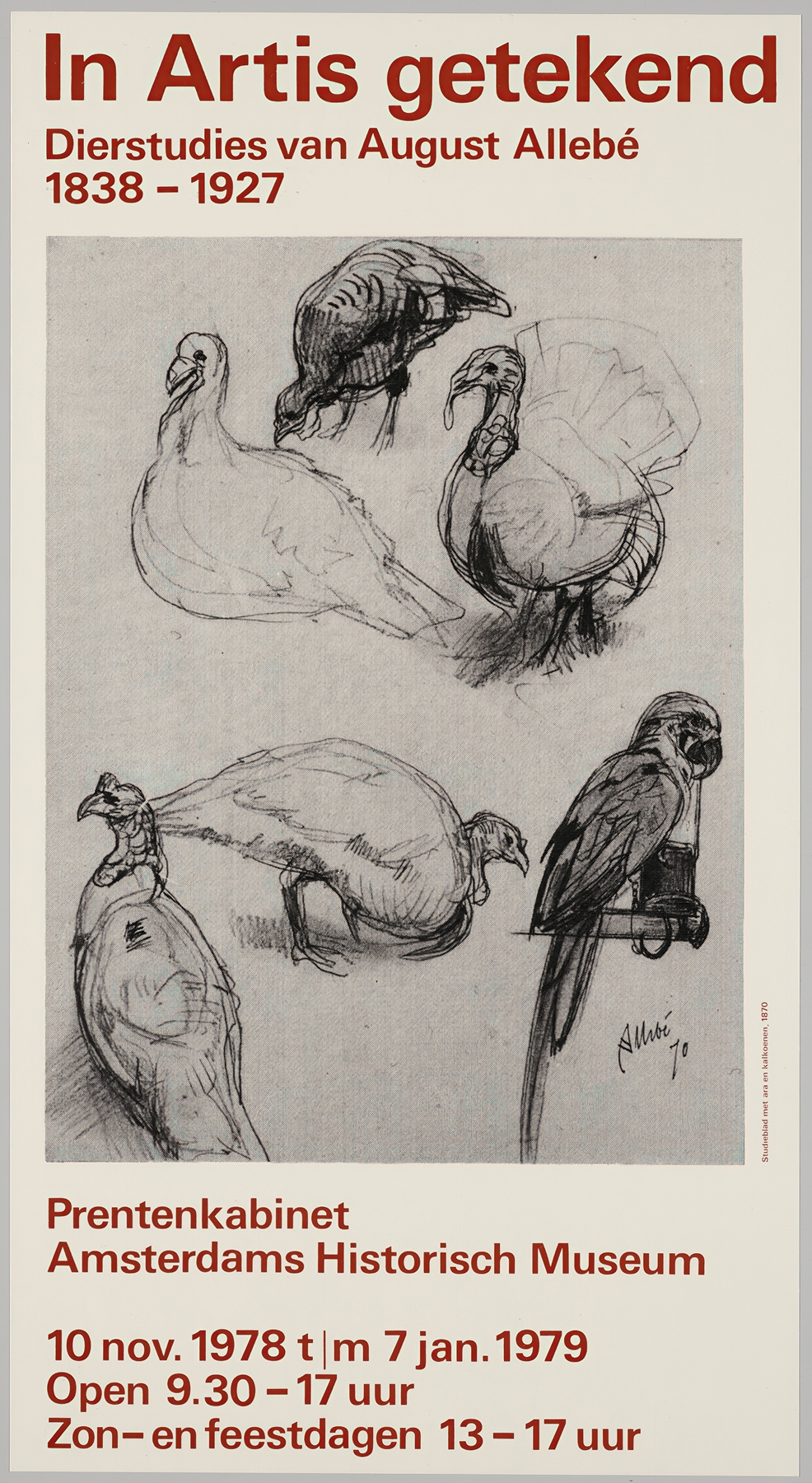
Affiche voor de tentoonstelling over dierstudies van August Allebé, Amsterdams Historisch Museum (1978)

In 1968 startte ze bij ontwerpbureau Total Design (TD) dat geleid werd door Wim Crouwel. Bij Total Design werkte ze als assistent nauw samen met Crouwel. Samen met hem ontwierp ze in 1968 een catalogus voor de tentoonstelling van het werk van Johan Thorn Prikker voor het Stedelijk Museum Amsterdam. Datzelfde jaar ontwierpen Van de Wouw en Crouwel het Jaarverslag PTT 1968 waarvoor ze in 1969 de eerste prijs van het Gerrit Jan Thiemefonds wonnen. Crouwel omschreef Van de Wouw als “begaafde typografisch ontwerper met veel gevoel voor details”.
Vanaf 1972 leidde Van de Wouw een eigen team binnen Total Design en was ze verantwoordelijk voor projecten van grote opdrachtgevers. Ze ontwierp onder meer jaarverslagen, catalogi, affiches, huisstijlen en belettering. Ze deed dit voor klanten uit de culturele, commerciële en publieke sector. Grote opdrachtgevers waren onder meer het Stedelijk Museum Amsterdam, Amsterdams Historisch Museum, PTT telecom en Groep Technische Installaties (GTI). Begin jaren '80 werd Van de Wouw benoemd tot adjunct-directeur bij Total Design.
Het Amsterdams Historisch Museum was meer dan 20 jaar opdrachtgever van Van de Wouw. In 1975 verhuisde het Amsterdams Historisch Museum naar het gebouw van het voormalige Burgerweeshuis. Van de Wouw was onder meer verantwoordelijk voor het ontwerpen van bewegwijzering, informatieborden, posters en catalogi.

### Telefoongids en postzegels
Een van de bekendste werken van Van de Wouw is de telefoongids die ze samen met Crouwels in 1977 vormgaf. De telefoongids was de eerste elektronisch gezette telefoongids van Nederland. De typografie voor de telefoongids van de PTT werd gezien als erg vernieuwend. Voor het telefoonboek werd het door Crouwels ontworpen schreefloze lettertype Univers gebruikt. In plaats van de gebruikelijke drie kolommen op één pagina werden er bij het ontwerp van Van de Wouw en Crouwels vier kolommen gebruikt. Ook werd er gekozen om de telefoonnummers voor de namen te plaatsen. Daarnaast werden er in het ontwerp vaak geen hoofdletters gebruikt om ruimte te besparen. Deze wijzigingen leidden tot een storm van klachten. Ook in de media werd kritiek geuit op het ontwerp en het kreeg de kwalificatie ‘Nederlandse lelijkheid’. Van de Wouw vond de klachten teleurstellend, maar zag de veranderingen die in de volgende edities werden doorgezet als een volgende fase in de ontwikkeling. Ondanks de heftige reacties bleef Van de Wouw zich inzetten voor het vormgeven van telefoongidsen voor de PTT en ontpopte ze zich tot expert op dit gebied. Tot 1984 bleef Van de Wouw betrokken bij het vormgeven van telefoongidsen.
Van de Wouw ontwierp meerdere postzegels. Zo maakte ze in 1975 een ontwerp voor een postzegel voor het Jaar van de Vrouw. Hierop beeldde ze rode vrouwenlippen af. De mond die Van de Wouw op het ontwerp had geplaatst stond symbool voor ‘mondigheid’. Het ontwerp werd gezien als ‘te sexy’ en om die reden door de Emancipatieraad afgekeurd. In 1976 ontwierp ze zegels voor 250 jaar Staatsloterij, in 1981 postzegels ter ere van honderd jaar openbare telefonie en in 1990 ter ere van honderd jaar Oranjevrouwen op de troon.

### Andere werkzaamheden
Voor de films VD (1972), Frank & Eva (1973) en Dakota (1974) was Van de Wouw verantwoordelijk voor het titelontwerp.
Van de Wouw was betrokken bij de Dolle Mina's. In 1972 organiseerde Galerie de Tor, waar Van de Wouw samen met Maurits Herben, kunsthistorica Carry van Lakerveld en fotograaf Pieter Boersma leiding over had, een tentoonstelling over de discriminatie van mannen en vrouwen. Voor de tentoonstelling ontwierp Van de Wouw een ganzenbord met twee dobbelstenen die de achterstelling van meisjes en vrouwen uitbeeldde. Zo moest je als je als meisje geboren was drie beurten wachten. Voor Galerie de Tor ontwierp Van de Wouw ook affiches en brochures.

## Eigen ontwerpbureau
In 1988 startte Van de Wouw een eigen ontwerpbureau gevestigd op het Prinseneiland. Samen met Dirk Fortuin, die net als Van de Wouw voorheen werkzaam was geweest bij Total Design, deelde ze een studio. De Groep Technische Installaties en het Amsterdams Historisch Museum bleven opdrachtgevers van Van de Wouw. Daarnaast maakte ze ontwerpen voor onder andere de Anne Frank Stichting, De Nieuwe Kerk Amsterdam, Gemeente Musea Delft en het Nederlands Scheepvaartmuseum.
In 1998 kreeg ze als kroon op haar werk de opdracht om ter ere van de herdenking van 350 jaar Vrede van Munster het drukwerk te verzorgen.
Als zelfstandige verzorgde ze tot aan haar overlijden een groot aantal boeken voor uitgeverij Van Gennep en de Feministische Uitgeverij Sara. Van de Wouw was onder meer verantwoordelijk voor de verzorging van boeken van Anja Meulenbelt en Anna Mitgutsch.

## Privé

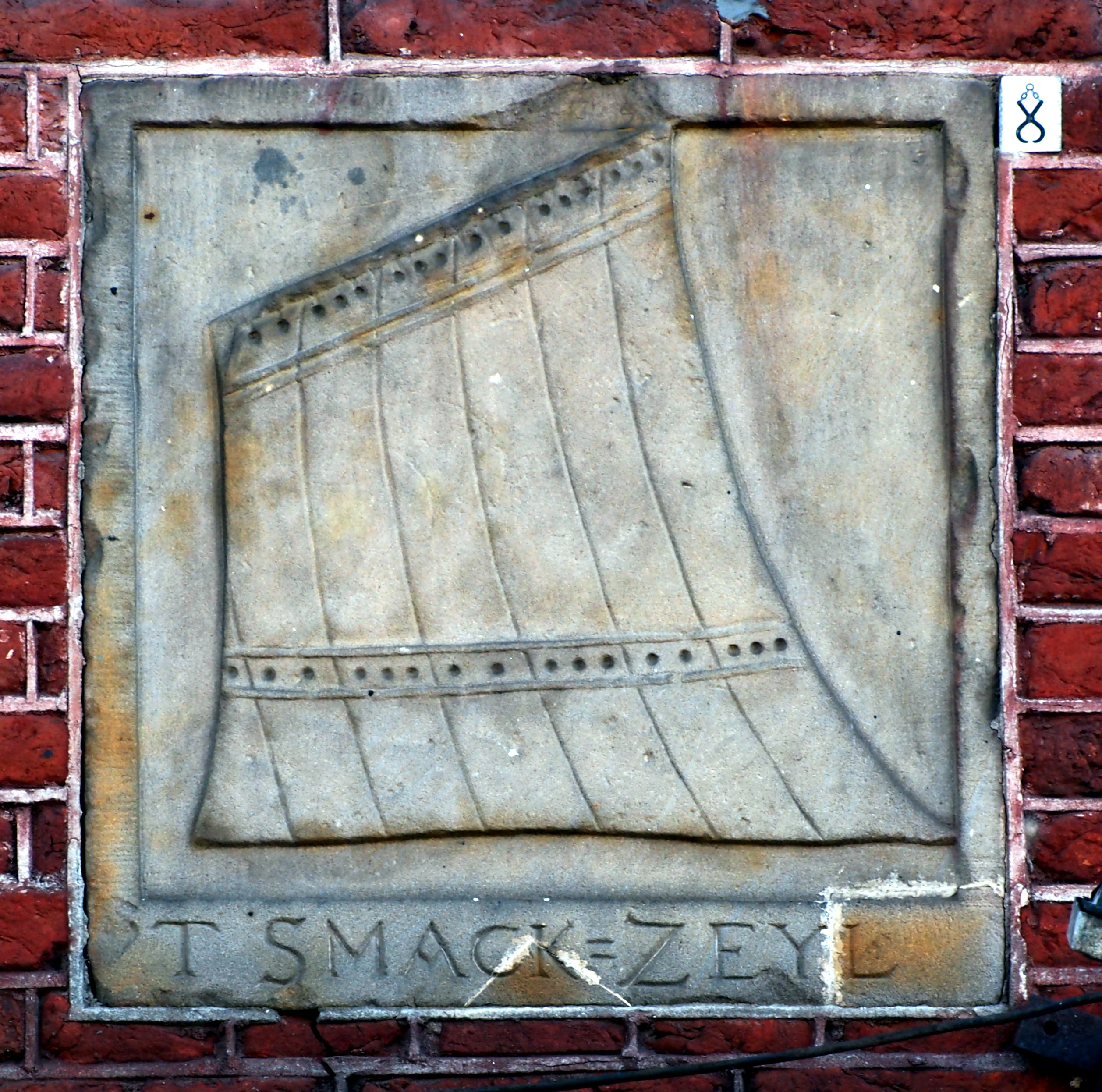
Gevelsteen Brouwersgracht 101

Op 29 november 1994 trouwde Van de Wouw met Bert van der Spek. Naast haar werk als grafisch vormgeefster was ze ook samen met hem sinds 10 januari 1973 eigenaar van ‘Café ‘t Smackzeyl’ aan de Brouwersgracht 101. Het stel woonde boven het café. Het pand was voorheen in handen van Beppie Nooy sr. Voor het café ontwierp Van de Wouw bierviltjes, luciferdoosjes en briefpapier.
Midden jaren '90 sloot het café ‘t Smackzeyl en verhuisde Van de Wouw met haar man naar een benedenwoning in de Anjeliersstraat 207 in Amsterdam. In augustus 2000 overleed Van der Spek op 54-jarige leeftijd aan nierfalen. Van de Wouw heeft hem tot aan zijn overlijden verzorgd. Van de Wouw had zelf ook vage gezondheidsklachten. In november 2001 werd ze opgenomen in het ziekenhuis. Op zondag 18 november 2001 overleed ze op 59-jarige leeftijd in Amsterdam.
Na haar overlijden is haar archief overgedragen aan de Stichting Nederlands Archief Grafisch Ontwerpers, thans het Wim Crouwels Instituut. Bijzonder aan het archief van Van de Wouw is dat het een groot aantal documenten bevat met specificaties van opdrachten.

## Prijzen en nominaties
- Winnaar bestverzorgde boeken voor het boek Rembrandt (1968) en de catalogi Lucebert (1969) en Konkrete poezie, klankteksten, visuele teksten (1970)[15]
- Eerste prijs van het Gerrit Jan Thiemefonds (1969) voor het ontwerp van het Jaarverslag PTT (1968) (samen met Wim Crouwel)[1]
- Eervolle vermelding Biënnale voor Industrieel Ontwerp in Ljubljana, Slovenië (1973) voor het ontwerp voor de Nederlandse Credietbank[16]
- Bronzen medaille Biennale of Graphic Design Brno (1982)[17]
- Zilveren medaille ‘Schönste Bücher aus aller Welt’ (1983) voor de vormgeving van het gedenkboek 100 jaar telefonie in Nederland (1981)[17]
- Trofee van de Stichting Nederlandse Postzegel (publieksprijs, 1991) voor het ontwerp van de postzegels Honderd jaar Oranjevrouwen op de troon (1990)[18]
- Nominatie winnend jaarverslag door Lutkie & Smit/Art View (1993) voor het ontwerp van het jaarverslag van Ahrend Groep NV[16]

## Werken (selectie)
- Huisstijl, bewegwijzering, affiches en catalogi Amsterdams Historisch Museum
- Boekvormgeving Rembrandt (1968) in samenwerking met Wim Crouwel[19]
- Catalogus Lucebert (1969), Stedelijk Museum Amsterdam[20]
- Catalogus Konkrete poezie, klankteksten, visuele teksten (1970), Stedelijk Museum Amsterdam[21]
- Telefoongidsen PTT (1977-1984)
- Postzegels 250 jaar Staatsloterij (1976)
- Postzegels Honderd jaar Openbare Telefonie (1981)
- Postzegels Honderd jaar Oranjevrouwen op de troon (1990)

## Galerij

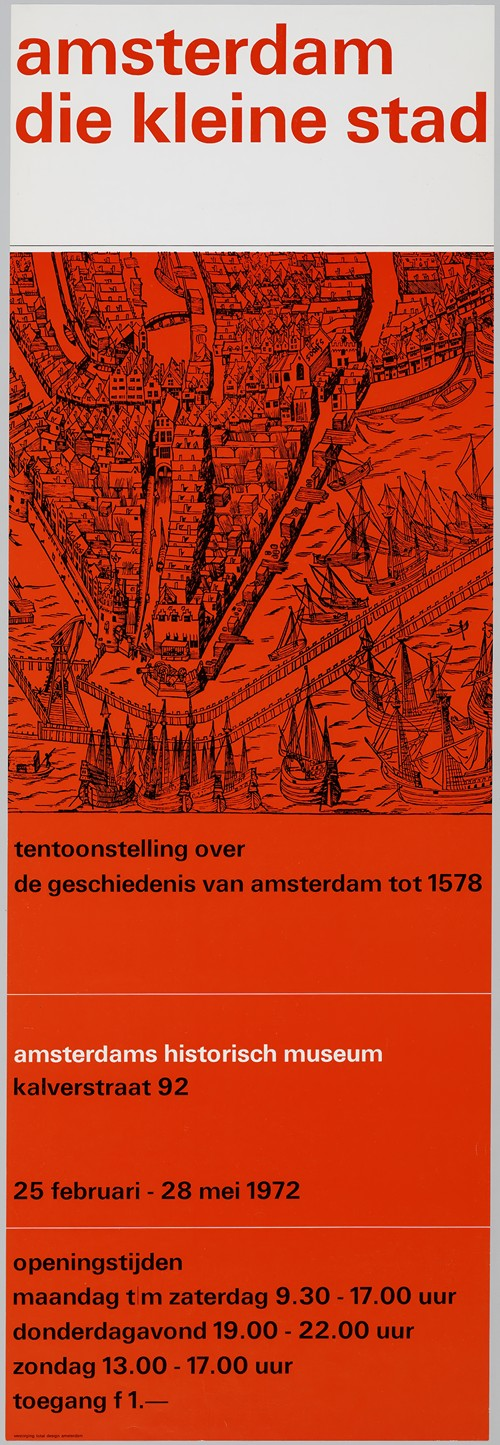
Affiche voor de tentoonstelling over de geschiedenis van Amsterdams tot 1578, Amsterdams Historisch Museum (1972)
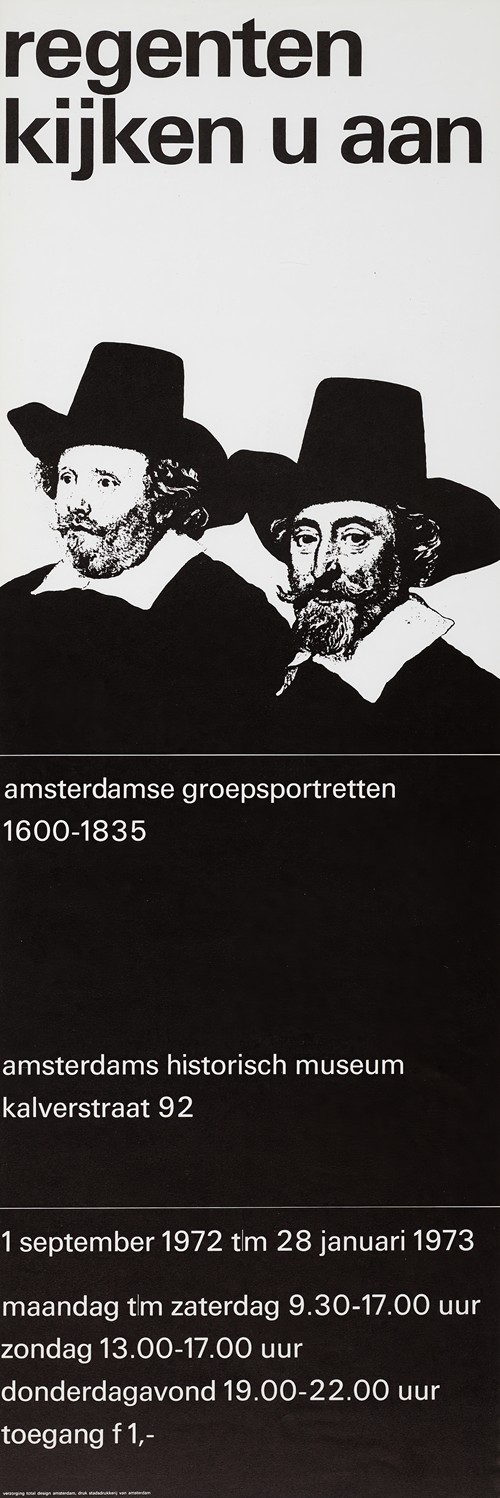
Affiche voor de tentoonstelling van Amsterdamse groepsportretten, Amsterdams Historisch Museum (1973)
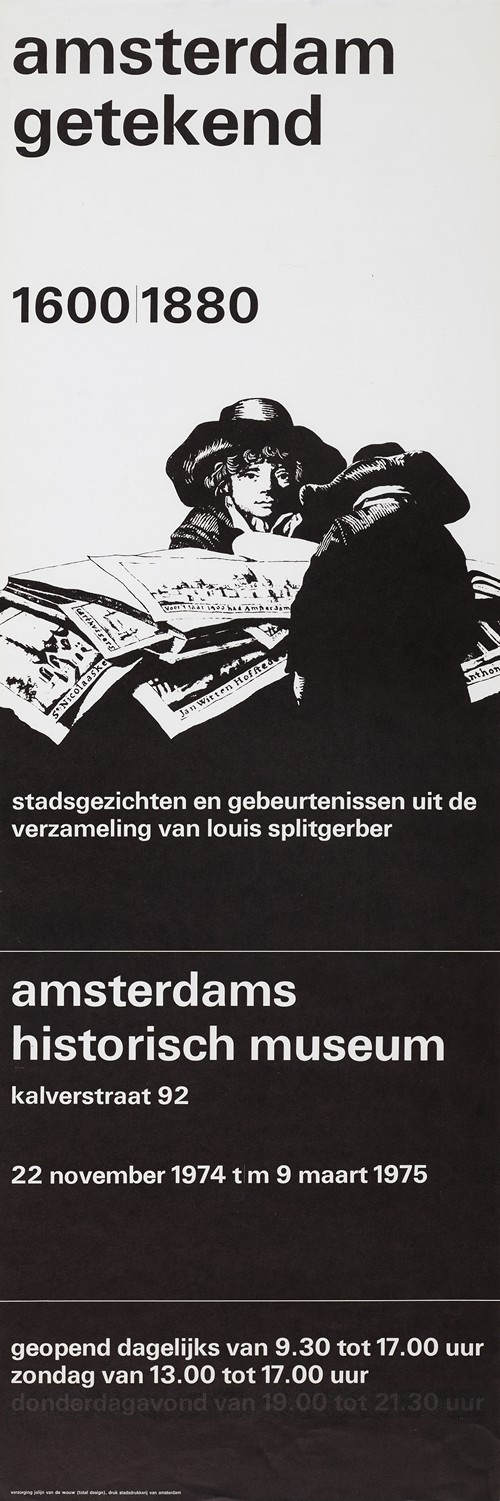
Affiche voor de tentoonstelling van stadsgezichten van Louis Splitgerber, Amsterdams Historisch Museum (1975)
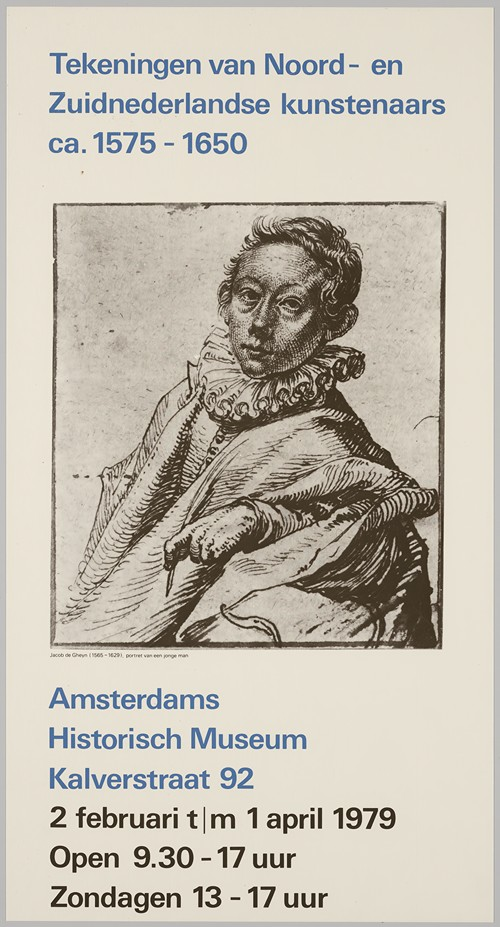
Affiche voor de tentoonstelling van tekeningen van Noord- en Zuidnederlandse kunstenaars, Amsterdams Historisch Museum (1979)
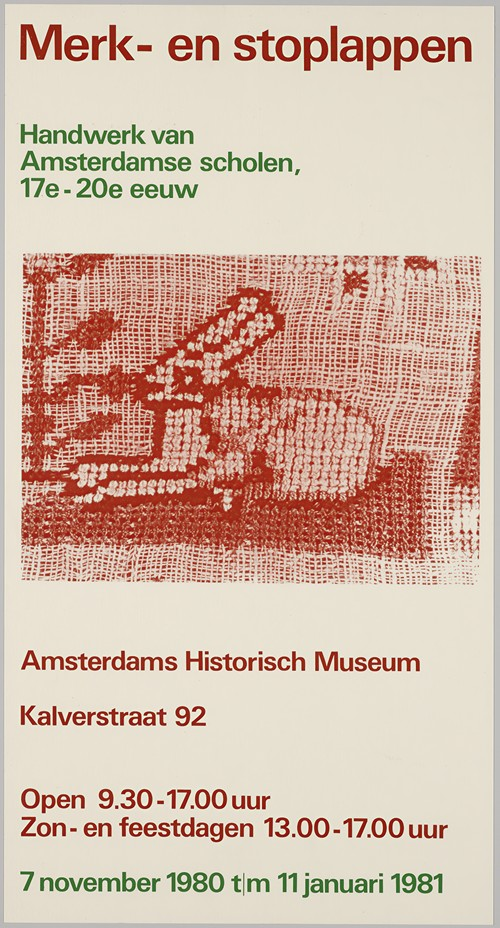
Affiche voor de tentoonstelling van merk- en stoplappen, Amsterdams Historisch Museum (1981)
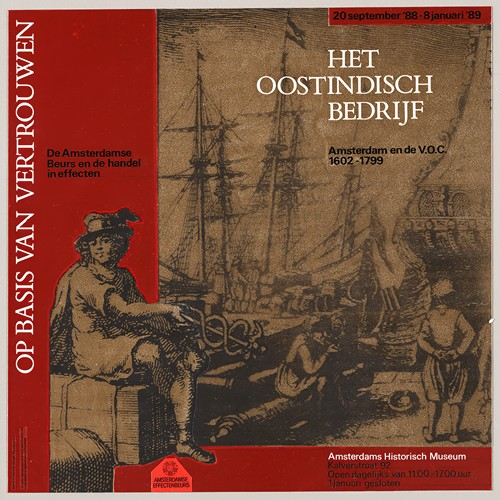
Affiche voor de tentoonstelling over het Oostindisch bedrijf, Amsterdams Historisch Museum (1988)
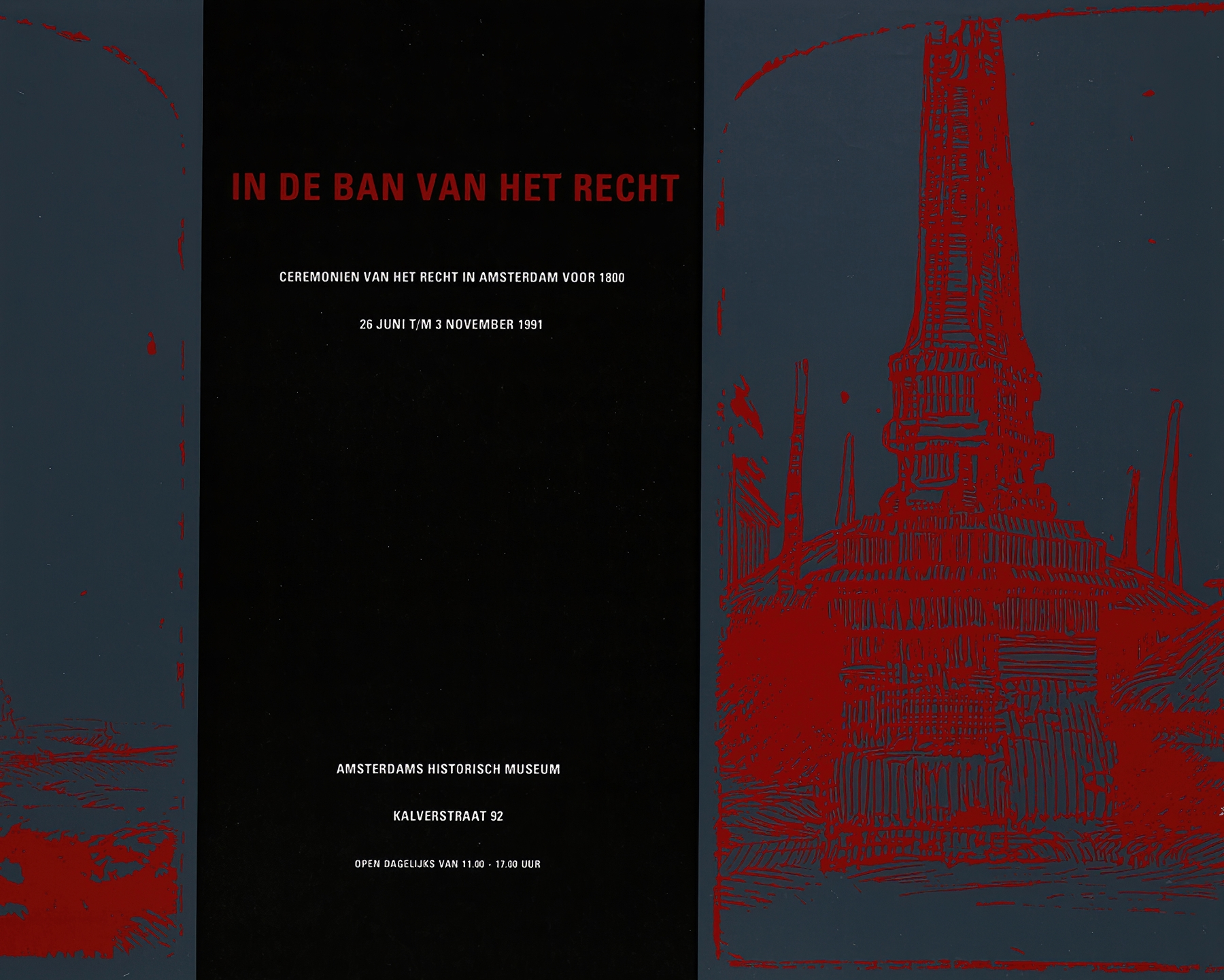
Affiche voor de tentoonstelling over de ceremoniën van het recht, Amsterdams Historisch Museum (1991)

## Publicaties
- Crouwel, W. (2002). Jolijn van de Wouw. Een keuze uit het werk van Jolijn van de Wouw, grafisch ontwerper 1942-2001. BIS Publishers BV. ISBN 9789063690342